# Alpioniscus caprae
Alpioniscus caprae là một loài chân đều trong họ Trichoniscidae. Loài này được Colosi miêu tả khoa học năm 1924.